# Ko Blinker
Ko Blinker is een personage uit de televisiereeks Hallo België!. Blinker werd gespeeld door Peter Bolhuis. Hij was een vast personage van 2003 tot 2004.

## Personage
Jakobus 'Ko' Blinker en zijn vrouw Tetske Blinker zijn de Nederlandse buren van Roger Van Mechelen.
Hij was de eigenaar van de nachtclub Piroshka in Nederland, waar Tetske werkte (nu is dat al jaren een broodjeszaak). Dat heeft hem kennelijk goed gedaan want nu kan hij verhuizen naar Brasschaat in België (om de Nederlandse belasting te ontlopen) en daar een villa en Mercedes-Benz kopen. Hun buren daar zijn Roger Van Mechelen en zijn familie.
Ko heeft niet echt smaak en stijl: hij heeft zijn villa, veel geld en zijn piranha's, kortom alles wat hij nodig heeft. Door zijn vrij nonchalante en wanordelijke levensstijl kent hij geen stress of problemen, behalve als Tetske iets in haar hoofd heeft. Ko is een sjoemelaar en niet vies van zwart geld. Ook bedriegt hij Tetske met Mirella 'Mirel', een oude vriendin en collega uit de Piroshka.
Tijdens hun vakantie in Zuid-Afrika besluiten ze om daar te blijven, hun villa verkopen ze aan hun Nederlandse vrienden Bert en Bea Bluts.

## Uiterlijk
- schreeuwerige pakken
- kleine snor
- zwart haar

## Catch prases
- Hallo België!
- Dag Martje, mijn hartje (tegen Marta)